# بل ایر (لس آنجلس)
بل ایر، لس آنجلس (به انگلیسی: Bel Air, Los Angeles) یک شهرک در ایالات متحده آمریکا است که در لس آنجلس واقع شده‌است.
بل ایر ۷٬۶۹۱ نفر جمعیت و ۶٫۳۷ مایل مربع مساحت دارد.